# IJsland op de Olympische Zomerspelen 2012
IJsland nam deel aan de Olympische Zomerspelen 2012 in Londen, Verenigd Koninkrijk.

## Deelnemers en resultaten
(m) = mannen, (v) = vrouwen

### Atletiek
| Olympiër                  | Onderdeel       | Resultaat | Prestatie                                                         |
| ------------------------- | --------------- | --------- | ----------------------------------------------------------------- |
| Kari Stein Karlsson       | marathon (m)    | 42e       | 2:18.47                                                           |
| Odinn Bjorn Thorsteinsson | kogelstoten (m) | 36e       | kwalificatie groep A: 18de met 17,62m                             |
|                           |                 |           |                                                                   |
| Ásdís Hjálmsdóttir        | speerwerpen (v) | 11e       | kwalificatie groep B: 3de met 62,77m (NR) finale: 11de met 59,09m |

### Badminton
| Olympiër            | Onderdeel     | Resultaat | Prestatie                                                                   |
| ------------------- | ------------- | --------- | --------------------------------------------------------------------------- |
| Ragna Ingólfsdóttir | enkelspel (v) | 17e       | groep F: 2de W van LTU Stapušaitytė: 21-10,21-16 V van NED Yao: 12-21,23-25 |

### Handbal
| Olympiër | Onderdeel | Resultaat | Prestatie |
| --- | --------- | --------- | --- |
| Arnor Atlason Snorri Steinn Gudjonsson Hreidar Levy Gudmundsson Robert Gunnarsson Bjorgvin Pall Gustafsson Asgeir Orn Hallgrimsson Ingimundur Ingimundarson Sverre Jakobsson Kari Kristjansson Aron Palmarsson Alexander Petersson Olafur Bjarki Ragnarsson Olafur Stefansson Vignir Svavarsson | mannen    | 5e        | groep A: 1ste W van Argentinië: 31-25 W van Tunesië: 32-22 W van Zweden: 33-32 W van Frankrijk: 30-29 W van Groot-Brittannië: 41-24 kwartfinale: V van Hongarije: 33-34 |

| Groep A |                  |             |             |             |             |            |            |            |        |
| #       | Land             | Wedstrijden | Wedstrijden | Wedstrijden | Wedstrijden | Doelpunten | Doelpunten | Doelpunten | Punten |
| #       | Land             | G           | W           | G           | V           | V          | T          | Saldo      | Punten |
| 1       | IJsland          | 5           | 5           | 0           | 0           | 167        | 132        | +35        | 10     |
| 2       | Frankrijk        | 5           | 4           | 1           | 0           | 159        | 110        | +49        | 8      |
| 3       | Zweden           | 5           | 3           | 0           | 2           | 156        | 115        | +41        | 6      |
| 4       | Tunesië          | 5           | 2           | 0           | 3           | 121        | 125        | -4         | 4      |
| 5       | Argentinië       | 5           | 1           | 0           | 4           | 113        | 138        | -25        | 2      |
| 6       | Groot-Brittannië | 5           | 0           | 0           | 5           | 96         | 182        | -86        | 0      |

| Ronde       | Datum  | Plaats  | Land  | Score            | Land |
| ----------- | ------ | ------- | ----- | ---------------- | ---- |
| Groepsfase  |        |         |       |                  |      |
| 29 juli     | Londen | IJsland | 31-25 | Argentinië       |      |
| 31 juli     | Londen | Tunesië | 22-32 | IJsland          |      |
| 2 augustus  | Londen | Zweden  | 32-33 | IJsland          |      |
| 4 augustus  | Londen | IJsland | 30-29 | Frankrijk        |      |
| 6 augustus  | Londen | IJsland | 41-24 | Groot-Brittannië |      |
| Kwartfinale |        |         |       |                  |      |
| 8 augustus  | Londen | IJsland | 33-34 | Hongarije        |      |

### Judo
| Olympiër         | Onderdeel  | Resultaat | Prestatie                          |
| ---------------- | ---------- | --------- | ---------------------------------- |
| Tormodur Jonsson | +100kg (m) | 17e       | 1ste ronde: V van BRA Silva: ippon |

### Schietsport
| Olympiër             | Onderdeel             | Resultaat | Prestatie                                              |
| -------------------- | --------------------- | --------- | ------------------------------------------------------ |
| Asgeir Sigurgeirsson | 10 m luchtpistool (m) | 14e       | kwalificatie: 14de met 580 punten (97-96-97-98-96-96)  |
| Asgeir Sigurgeirsson | 50 m pistool (m)      | 32e       | kwalificatie: 32ste met 544 punten (89-92-92-92-93-86) |

### Zwemmen
| Olympiër                                                                         | Onderdeel              | Resultaat | Prestatie                                      |
| -------------------------------------------------------------------------------- | ---------------------- | --------- | ---------------------------------------------- |
| Árni Már Árnason                                                                 | 50m vrije slag (m)     | 31e       | serie 5: 5de in 22,81                          |
| Anton Sveinn McKee                                                               | 1500m vrije slag (m)   | 25e       | serie 1: 3de in 15.29,40                       |
| Jakob Johan Sveinsson                                                            | 100m schoolslag (m)    | 36e       | serie 2: 5de in 1.02,65                        |
| Jakob Johan Sveinsson                                                            | 200m schoolslag (m)    | 31e       | serie 2: 7de in 2.16,72                        |
| Anton Sveinn McKee                                                               | 400m wisselslag (m)    | 31e       | serie 1: 2de in 4.25,06                        |
|                                                                                  |                        |           |                                                |
| Sarah Bateman                                                                    | 50m vrije slag (v)     | 16e       | serie 7: 1ste in 25,28 swimm-off: 3de in 26,03 |
| Eyglo Osk Gustafsdottir                                                          | 100m rugslag (v)       | 32e       | serie 2: 2de' in 1.02,40                       |
| Eyglo Osk Gustafsdottir                                                          | 200m rugslag (v)       | 20e       | serie 5: 6de in 2.11,31                        |
| Hrafnhildur Luthersdottir                                                        | 200m schoolslag (v)    | 28e       | serie 2: 3de in 2.29,60                        |
| Sarah Bateman                                                                    | 100m vlinderslag (v)   | 32e       | serie 2: 4de in 59,87                          |
| Eyglo Osk Gustafsdottir                                                          | 200m wisselslag (v)    | 28e       | serie 2: 6de in 2.16,81                        |
| Sarah Bateman Eyglo Osk Gustafsdottir Eva Hannesdottir Hrafnhildur Luthersdottir | 4x100 m wisselslag (v) | 15e       | serie 2: 8ste in 4.07,09                       |

Afghanistan · Albanië · Algerije · Amerikaanse Maagdeneilanden · Amerikaans-Samoa · Andorra · Angola · Antigua en Barbuda · Argentinië · Armenië · Aruba · Australië · Azerbeidzjan · Bahama's · Bahrein · Bangladesh · Barbados · België · Belize · Benin · Bermuda · Bhutan · Bolivia · Bosnië en Herzegovina · Botswana · Brazilië · Britse Maagdeneilanden · Brunei · Bulgarije · Burkina Faso · Burundi · Cambodja · Canada · Centraal-Afrikaanse Republiek · Chili · China · Chinees Taipei · Colombia · Comoren · Congo-Brazzaville · Congo-Kinshasa · Cookeilanden · Costa Rica · Cuba · Cyprus · Denemarken · Djibouti · Dominica · Dominicaanse Republiek · Duitsland · Ecuador · Egypte · El Salvador · Equatoriaal-Guinea · Eritrea · Estland · Ethiopië · Fiji · Filipijnen · Finland · Frankrijk · Gabon · Gambia · Georgië · Ghana · Grenada · Griekenland · Groot-Brittannië · Guam · Guatemala · Guinee · Guinee‑Bissau · Guyana · Haïti · Honduras · Hongarije · Hongkong · Ierland · IJsland · India · Indonesië · Irak · Iran · Israël · Italië · Ivoorkust · Jamaica · Japan · Jemen · Jordanië · Kaaimaneilanden · Kaapverdië · Kameroen · Kazachstan · Kenia · Kirgizië · Kiribati · Koeweit · Kroatië · Laos · Lesotho · Letland · Libanon · Liberia · Libië · Liechtenstein · Litouwen · Luxemburg · Macedonië · Madagaskar · Malawi · Maldiven · Maleisië · Mali · Malta · Marshalleilanden · Marokko · Mauritanië · Mauritius · Mexico · Micronesië · Moldavië · Monaco · Mongolië · Montenegro · Mozambique · Myanmar · Namibië · Nauru · Nederland · Nepal · Nicaragua · Nieuw-Zeeland · Niger · Nigeria · Noord-Korea · Noorwegen · Oeganda · Oekraïne · Oezbekistan · Oman · Oostenrijk · Oost-Timor · Pakistan · Palau · Palestina · Panama · Papoea-Nieuw-Guinea · Paraguay · Peru · Polen · Portugal · Puerto Rico · Qatar · Roemenië · Rusland · Rwanda · Saint Kitts en Nevis · Saint Lucia · Saint Vincent en Grenadines · Salomonseilanden · Samoa · San Marino · Sao Tomé en Principe · Saoedi-Arabië · Senegal · Servië · Seychellen · Sierra Leone · Singapore · Slovenië · Slowakije · Soedan · Somalië · Spanje · Sri Lanka · Suriname · Swaziland · Syrië · Tadzjikistan · Tanzania · Thailand · Togo · Tonga · Trinidad en Tobago · Tsjaad · Tsjechië · Tunesië · Turkije · Turkmenistan · Tuvalu · Uruguay · Vanuatu · Venezuela · Verenigde Arabische Emiraten · Verenigde Staten · Vietnam · Wit-Rusland · Zambia · Zimbabwe · Zuid-Afrika · Zuid-Korea · Zweden · Zwitserland · Onafhankelijke atleten